# RPG-32
RPG-32 Hashim（ロシア語: РПГ-32 Хашим）は、ロシア連邦が開発した使い捨ての短距離対戦車擲弾発射器である。

## 概要
ロシア連邦がヨルダンからの発注に基づいて2005年から設計を開始し、2008年に完成した。
従来のRPG シリーズは、砲身全体が使い捨てではないタイプと発射装置全体が使い捨てのタイプに大別されていたが、RPG-32は光学照準器と引き金がついたトリガーグループと、ロケット弾を格納したキャニスターで構成されており、トリガーグループはキャニスターの前端部に前部から差し込んで取り付ける。
発射後はトリガーグループから使用済みキャニスターを取り外した後に、新たなキャニスターを取り付ける。この時、発射後のキャニスターは廃棄される。